# Балико-Щучинка
Бали́ко-Щу́чинка — село в Україні, у Обухівському районі Київської області. Населення становить 484 осіб.

## Географія
У селі річка Чучинка впадає у річку Дніпро.

## Історія

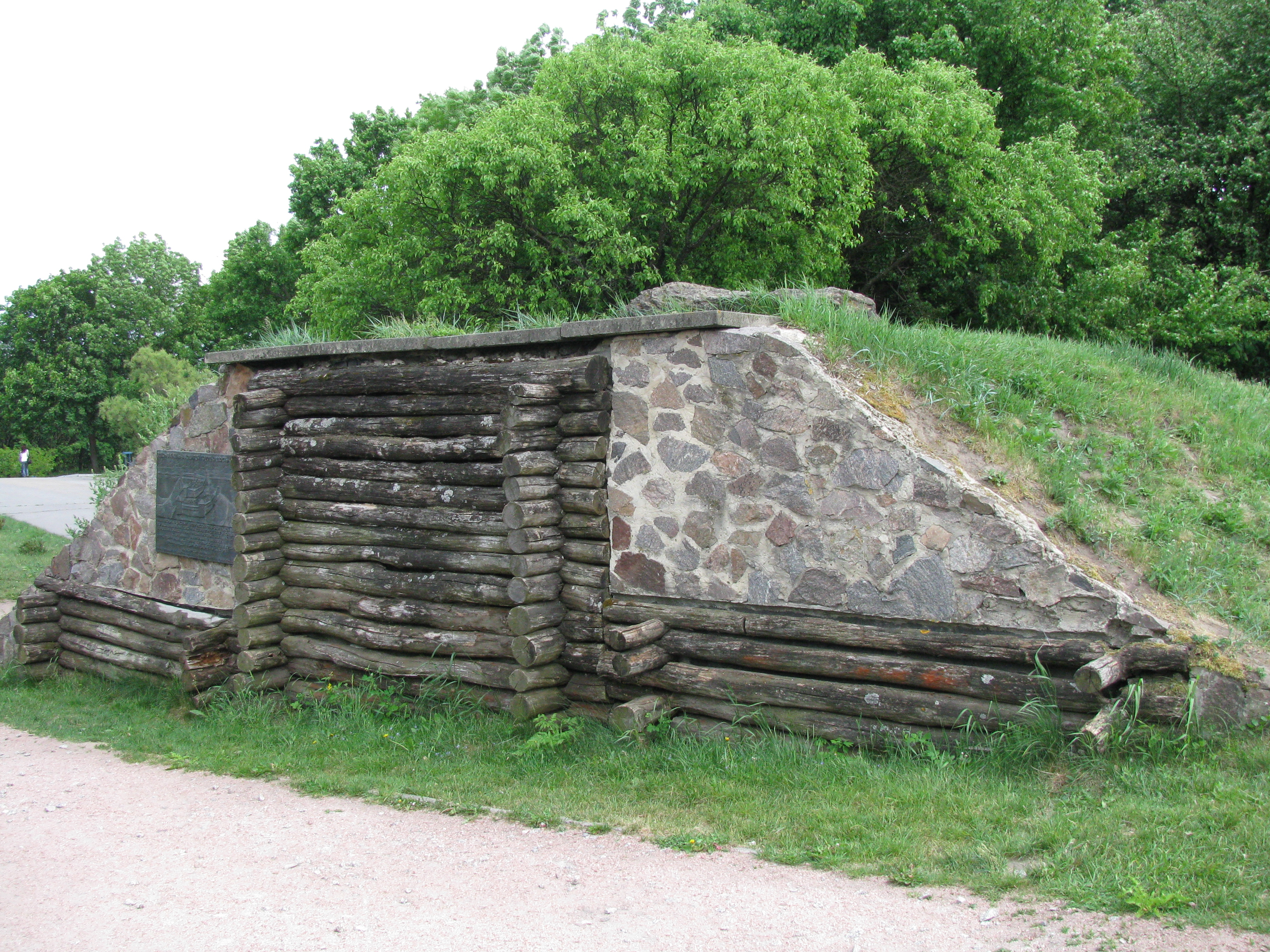
Залишки валу літописного міста Чучина, с. Балико-Щучинка

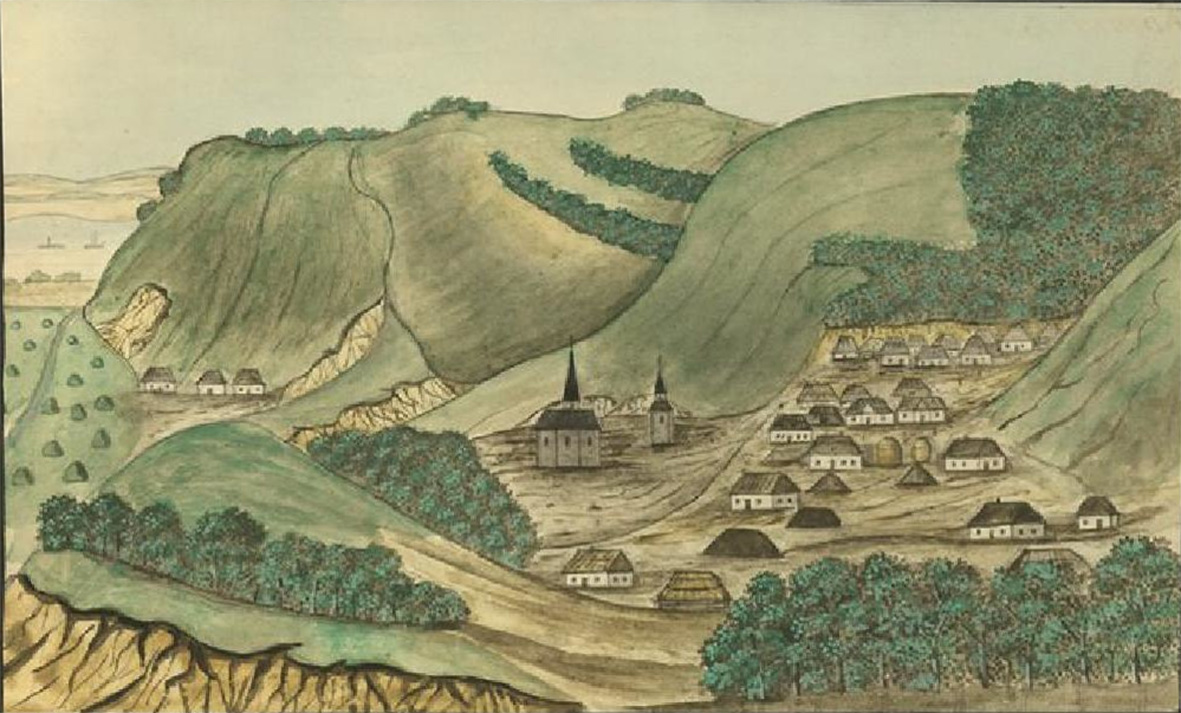
Де ля Фліз. Щучинка (1854)

Біля села виявлено поселення трипільської культури, кургани скіфського часу, давньоруські та кочівницькі кургани.
В літописах в 1110 році згадується Чучин, місто, що було одним з оборонних міст-фортець на правому березі Дніпра. Місто-фортеця Чучин належало до системи Дніпровської оборонної лінії, що захищала південні відступи до Києва від кочівників. Фортецю було дощенту спалено татарами на початку XIII ст.
Древній Чучин розмістився на правому березі Дніпра на висоті 70 м над рівнем води, городище з усіх сторін захищене крутими схилами, вздовж споруд тягнувся ряд напівземлянкових жител. Поблизу археологи відкрили кілька господарських ям, які використовувались для зберігання зерна.
При розкопках Чучинського городища знайдено предмети різного призначення: знаряддя праці, предмети побуту, зброю, твори ювелірного мистецтва.
Сучасне поселення виникло на початку XVIII ст. Чучинка була утворена на землях Ржищівського православного монастиря і належала до Ржищівського володіння Вороничів. У 1792 році в Чучинці було 47 садиб.
Ймовірно, сучасна назва села Щучинка виникла в результаті перекручення стародавньої назви Чучинка. Будучи незрозумілою, за законами народної етимології, назва була замінена співзвучним і разом з тим зрозумілим словом Щучинка — від назви риби.
Село Балики засноване наприкінці XVI ст. Київським війтом Яцьком Баликою (1592—1613 р.р.). До початку XVIII ст. належало Ржищівському православному монастирю.
Балики і Щучинка входили до однієї парафії. У 1900 році в Щучинці було 152 двори, 791 житель; у Баликах — 116 дворів, 784 жителі.
Балики до Жовтневого перевороту 1917 р. залишалися власністю поміщиків Байківських, Щучинка — державним селом. В обох селах була одна православна церква, одна церковно-парафіяльна школа, чотири кузні, тринадцять вітряків, дві крупорушки.
У 1913 році в Щучинці і Баликах були окремі сільські управи та старости сіл. Школа і церква були спільними.
У 1921 році села були об'єднані в одне — Балико-Щучинка.
Колективізація в селах почалася в 1929 році.
В роки Голодомору 1932-33 років загинуло 297 жителів села. У серпні 1941 року село зайняли німецькі війська.
У ніч з 23 на 24 вересня 1943 року в районі села Балико-Щучинка Київської області Української РСР Саліх Шайбаковіч Валєєв першим у своїй групі переправився через Дніпро. Група захопила плацдарм і за наступну добу відбила дев'ять ворожих контратак, що дозволило успішно переправитися через річку всій дивізії. У боях Валєєв особисто знищив 30 ворожих солдатів і офіцерів. За подвиг уродженець Башкирії удостоєний звання Герой Радянського Союзу.
228 жителів села були нагороджені радянськими орденами і медалями за мужність і відвагу, проявлені на війні.
У 1961 році колгосп «Дружба» с. Уляники та Балико-Щучинський «Заповіт Ілліча» об'єдналися в один — ім.Петровського, який пізніше реформовано в СТОВ «Обрій».

## Населення
Згідно з переписом УРСР 1989 року чисельність наявного населення села становила 545 осіб, з яких 232 чоловіки та 313 жінок.
За переписом населення України 2001 року в селі мешкала 491 особа.

### Мова
Розподіл населення за рідною мовою за даними перепису 2001 року:
| Мова       | Відсоток |
| ---------- | -------- |
| українська | 97,11 %  |
| російська  | 2,69 %   |
| інші       | 0,20 %   |

## Пам'ятки
Поблизу села на пагорбі розташовано стародавнє городище, що ототожнюється з літописним містом Чучин, яке існувало в XI—XIII ст. і загинуло під час монголо-татарської навали на Київську Русь.
У селі розташований Національний музей-меморіальний комплекс «Букринський плацдарм».

## Світлини села

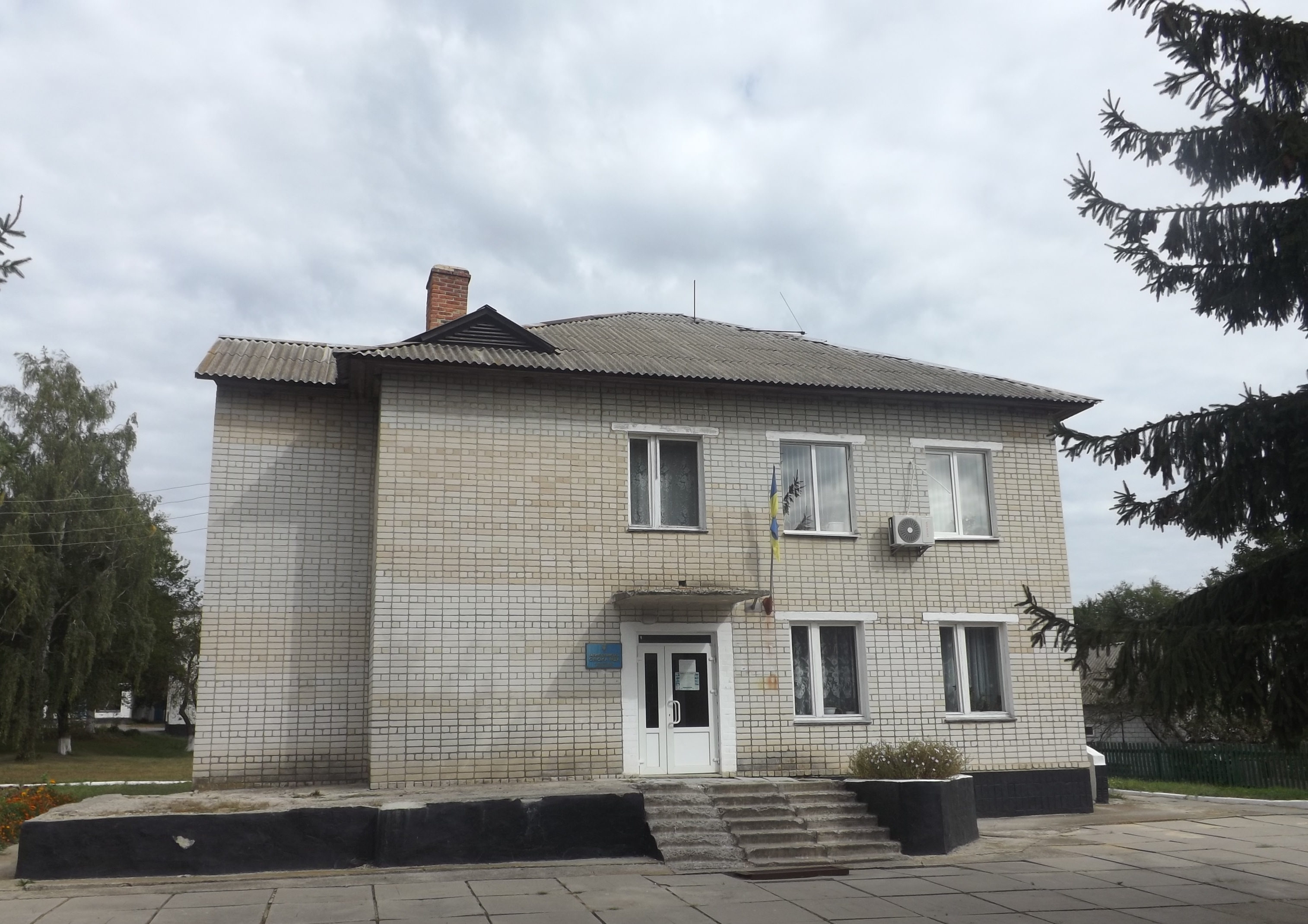
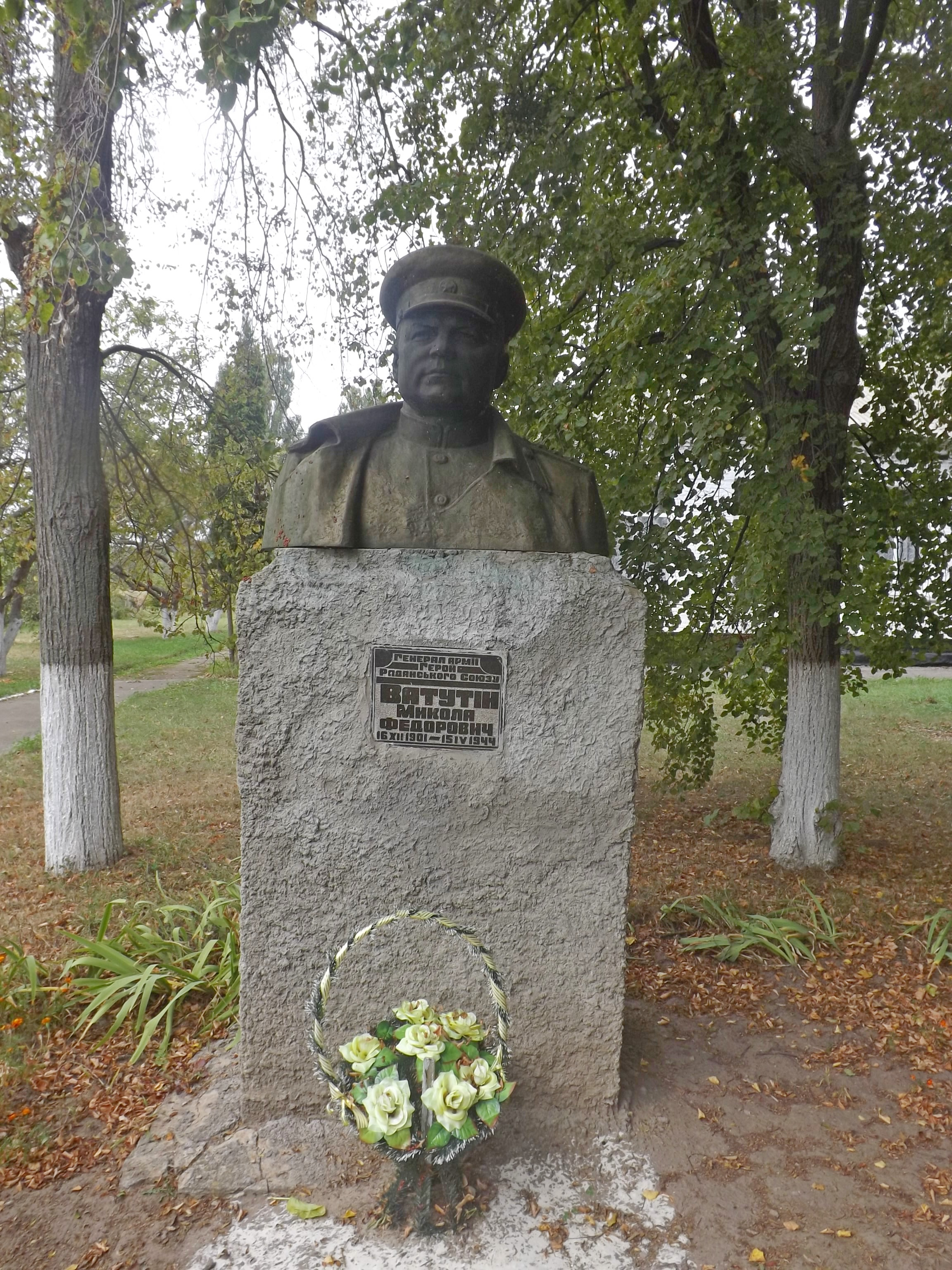
Пам'ятник генералу Ватутіну
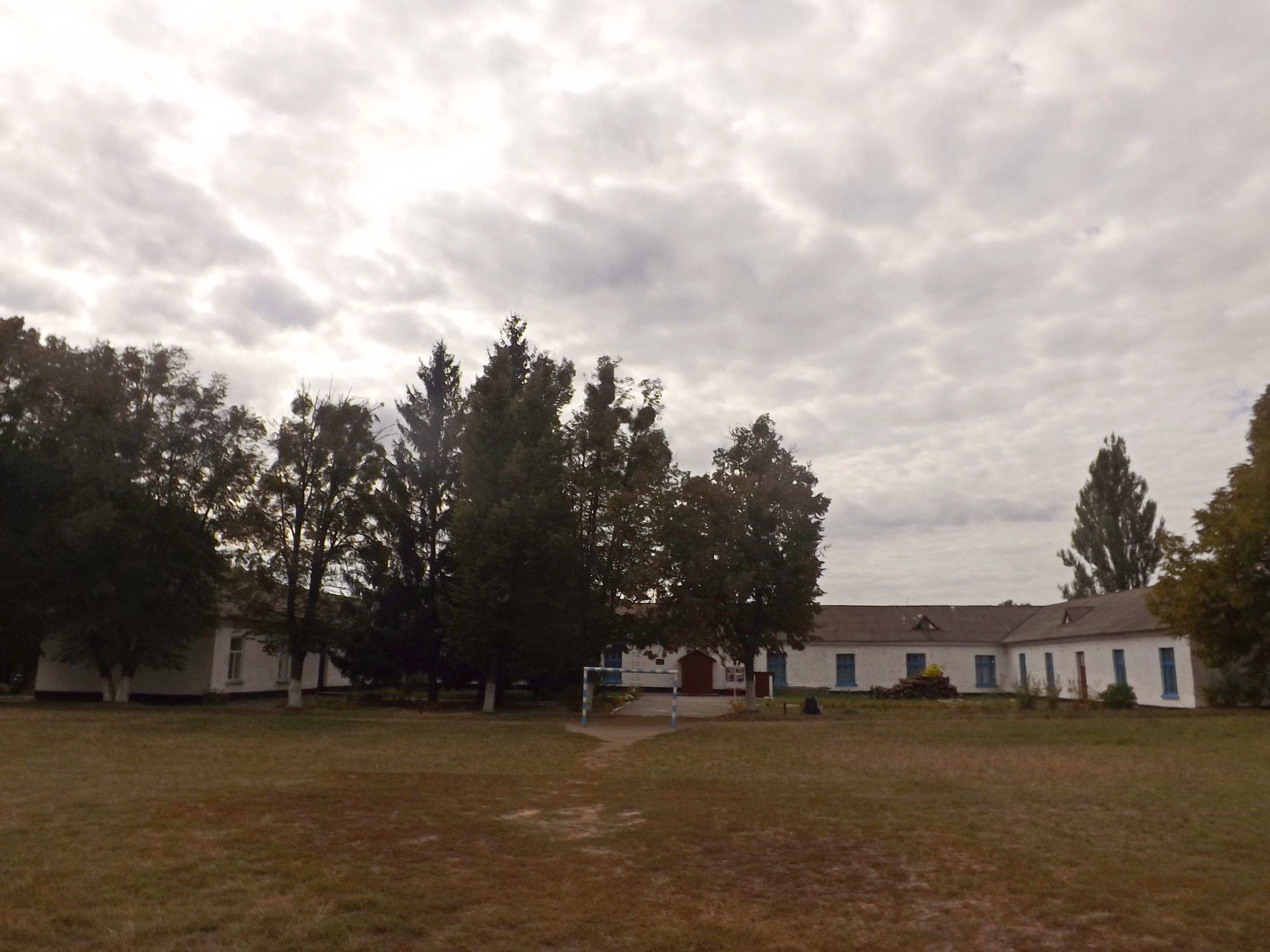
Школа та музей Героїв Дніпра і Букринського плацдарму в с. Балико-Щучинка
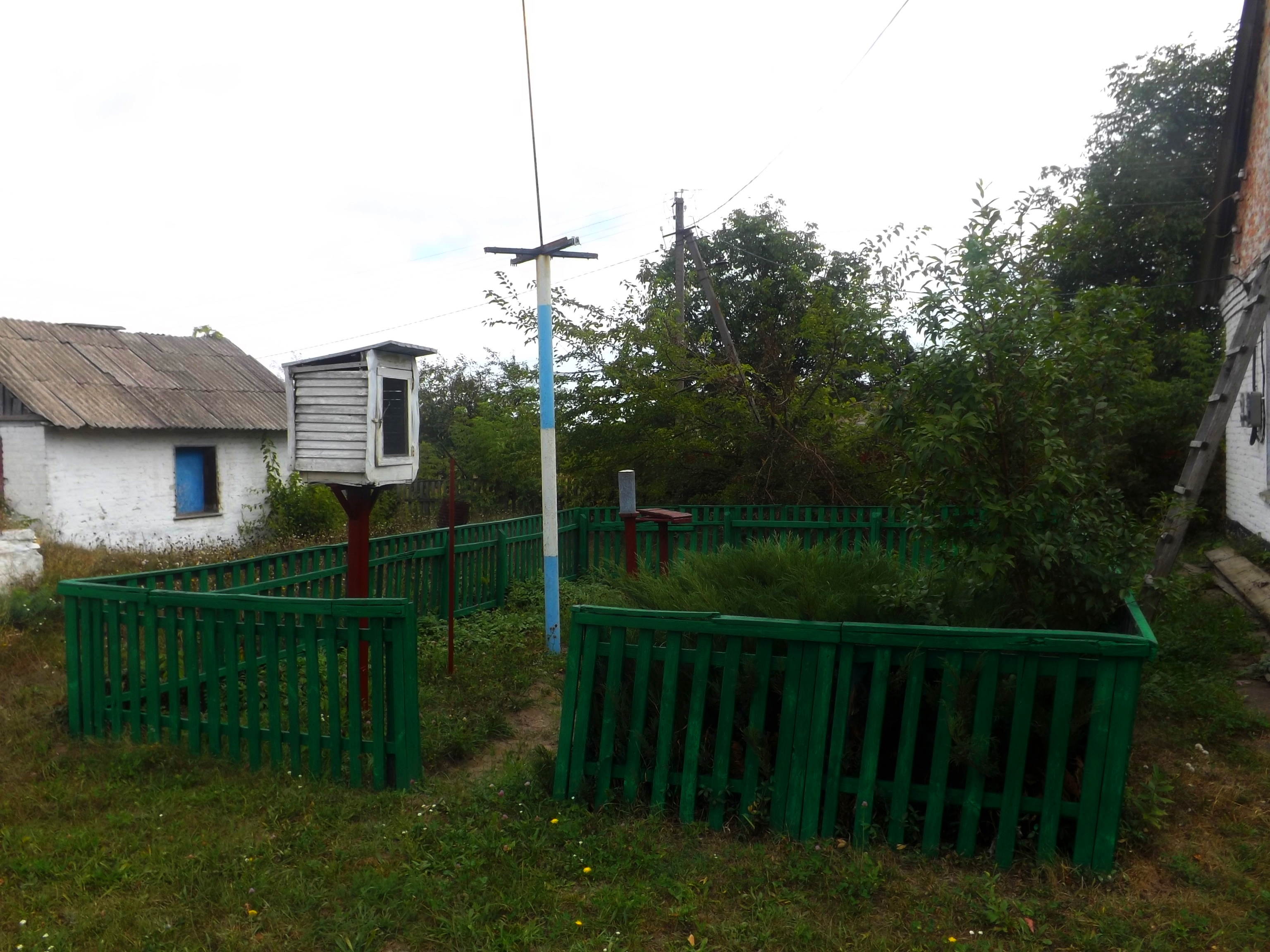
Шкільний майданчик для метеорологічних досліджень в с. Балико-Щучинка
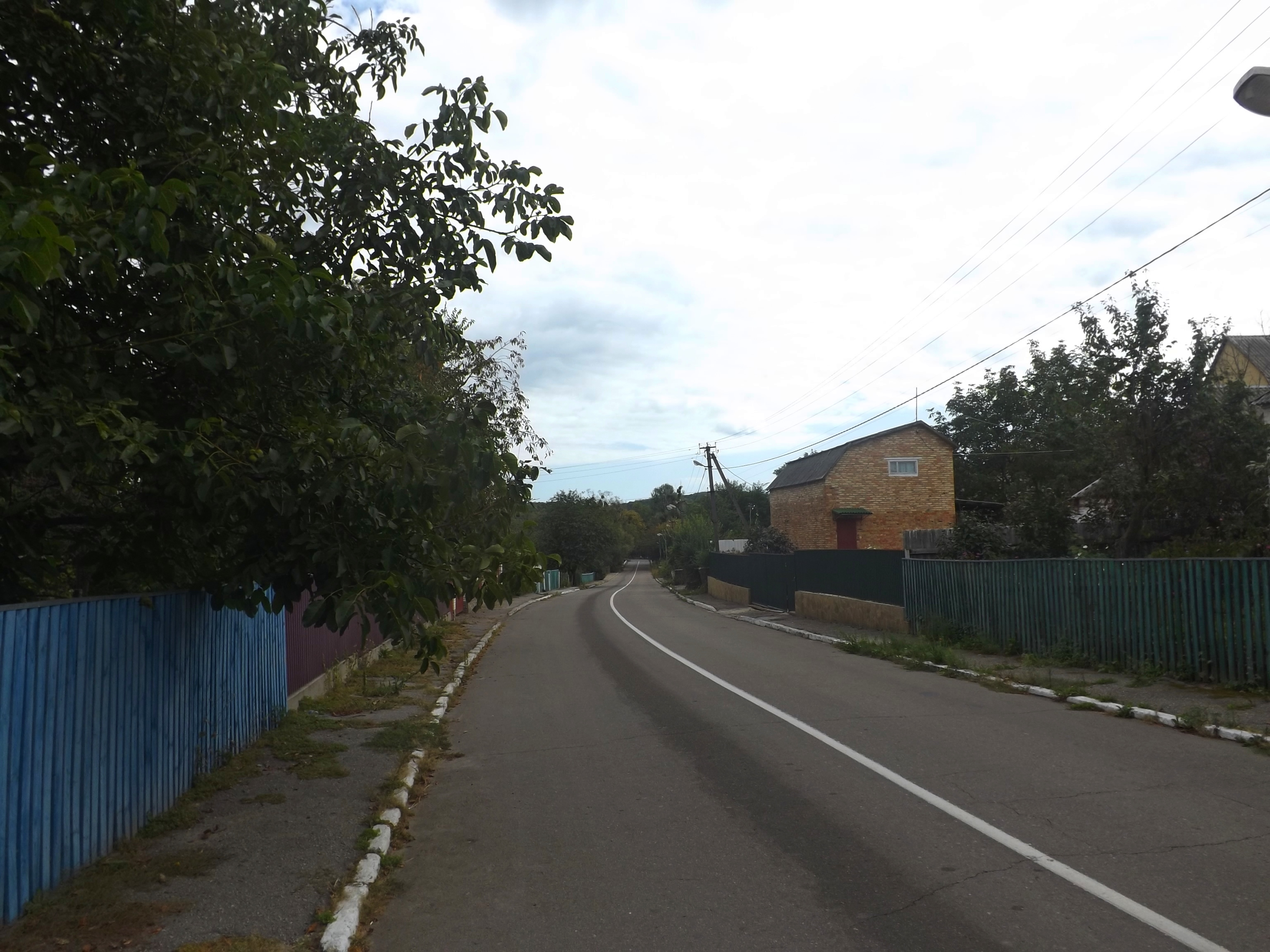
Вулиця Героїв Дніпра в с. Балико-Щучинка
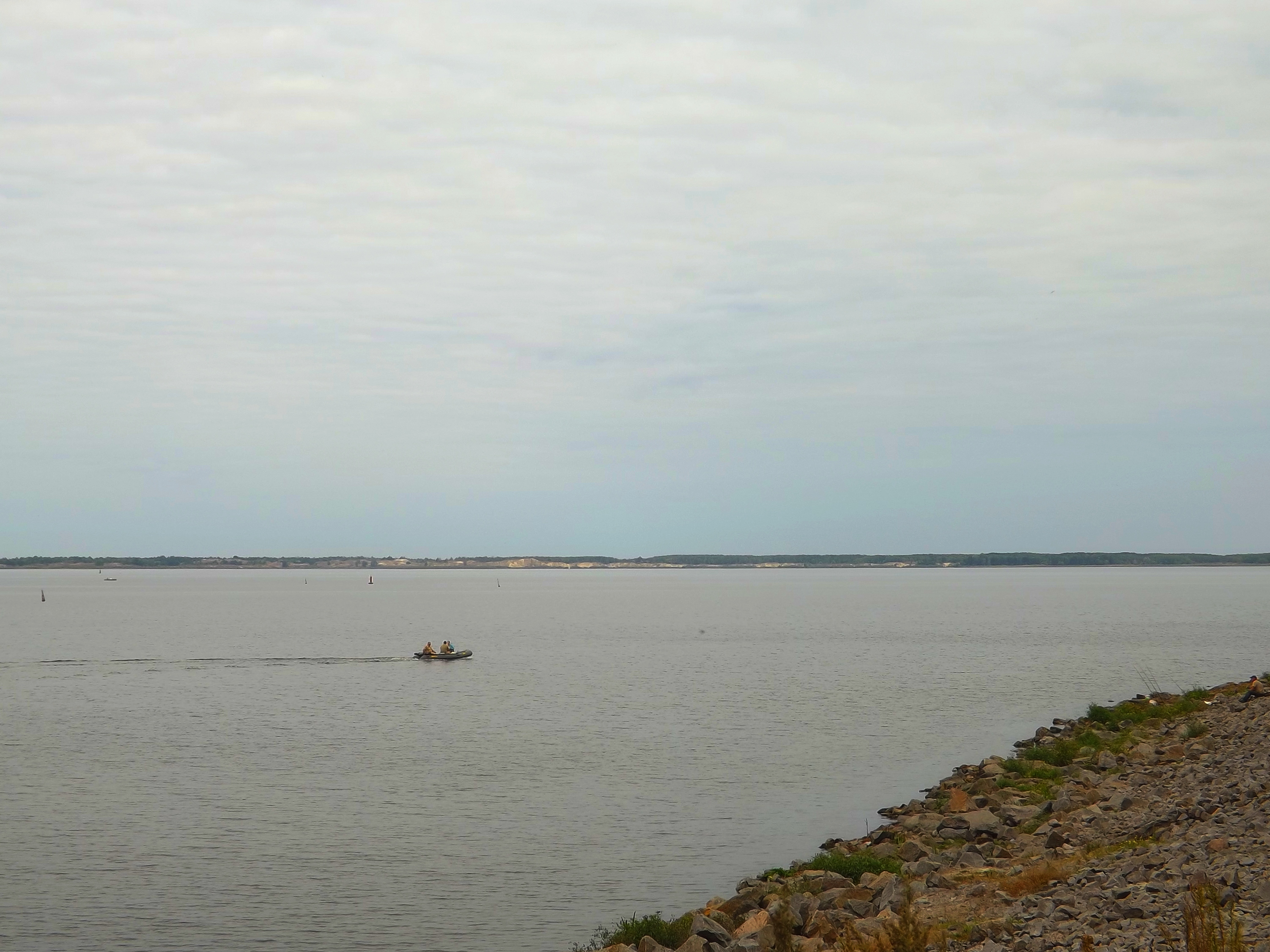
Рибалки на Дніпрі поблизу с. Балико-Щучинка
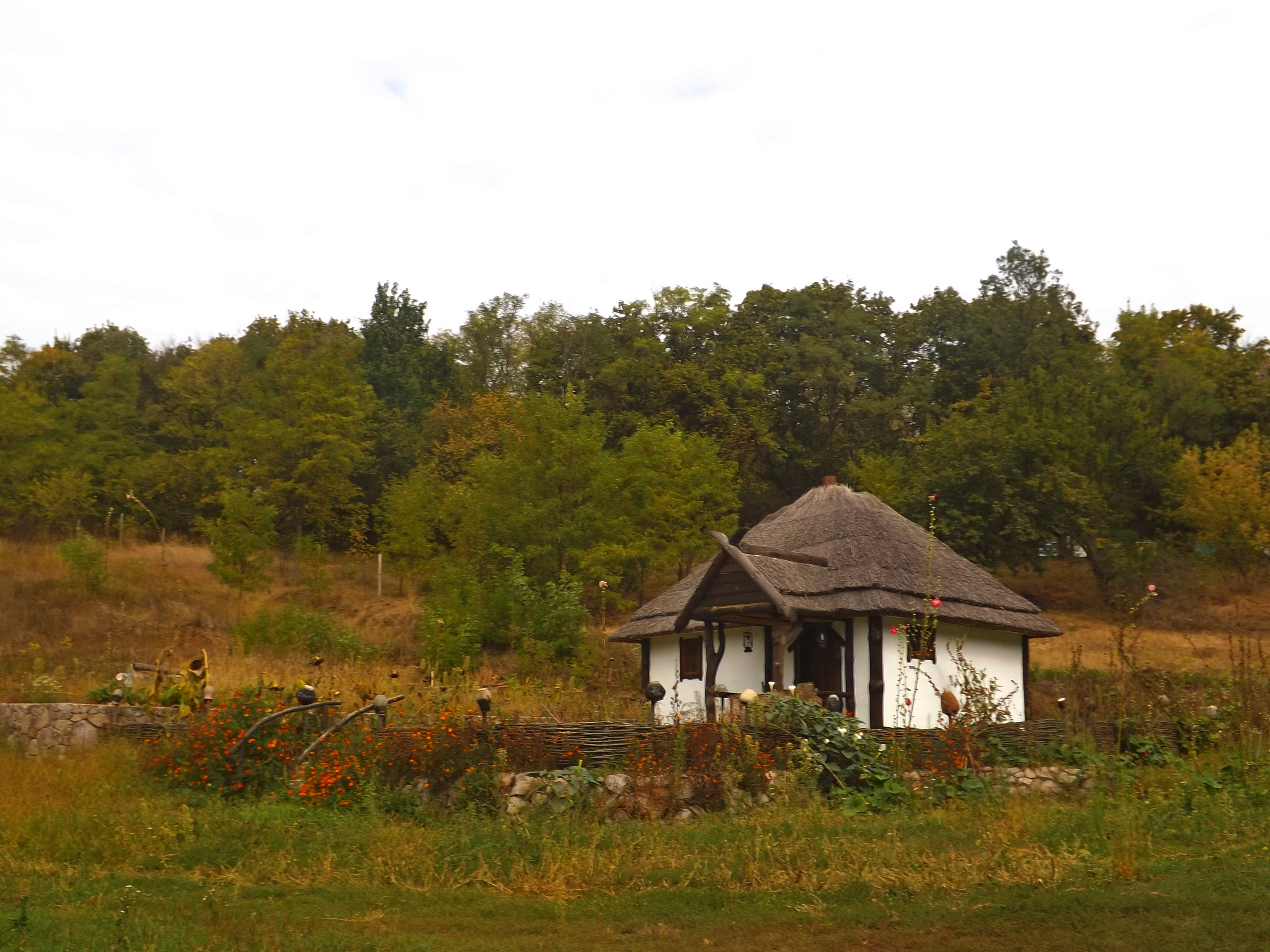
Садиба в с. Балико-Щучинка
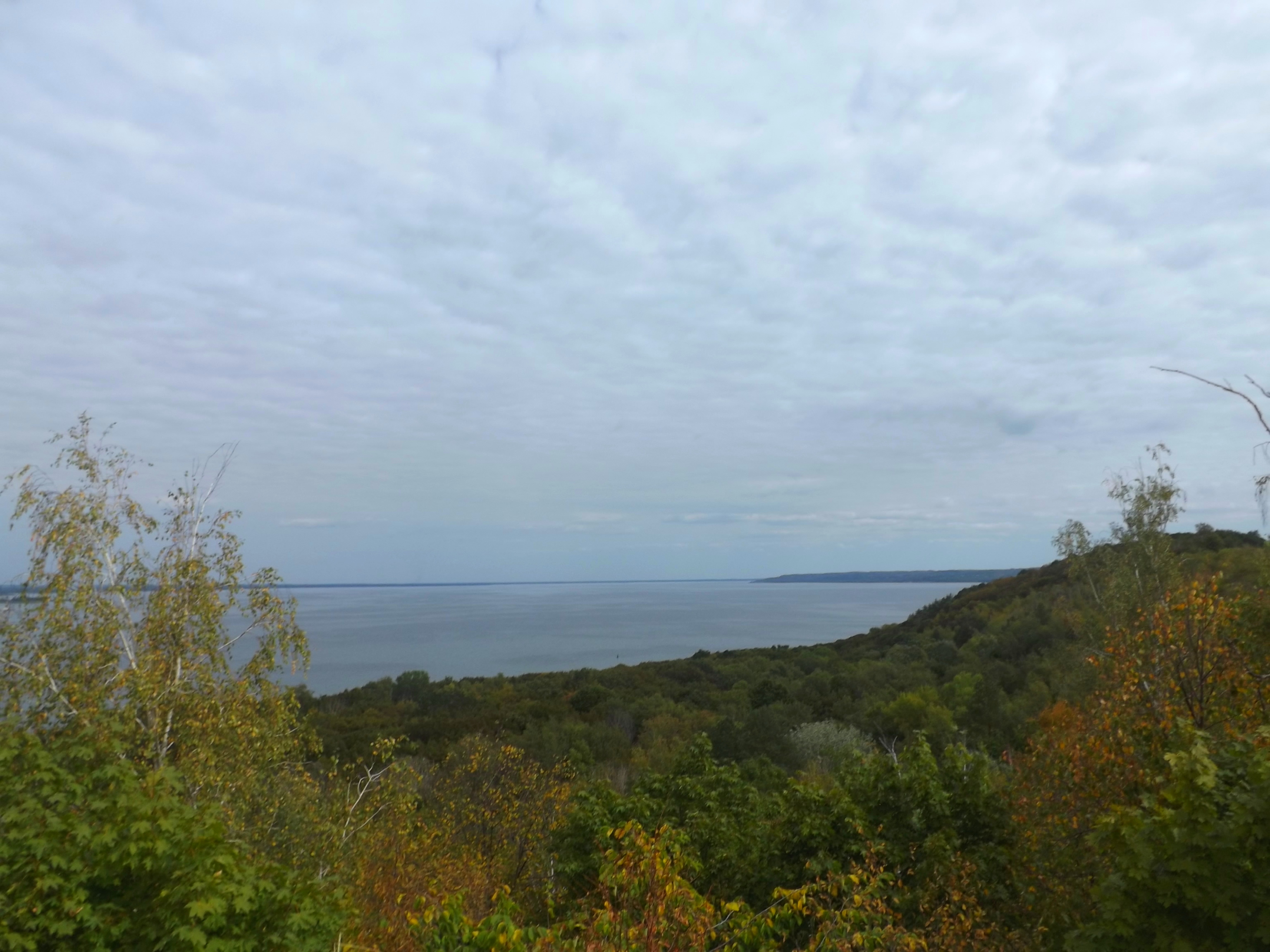
Вид на Дніпро і Трахтемирівський півострів із заходу (біля с. Балико-Щучинка)